# Služovice
Obec Služovice (německy Schlausewitz, polsky Służowice) leží v okrese Opava. Má 840 obyvatel a katastrální území obce má rozlohu 599 ha.
Ve vzdálenosti 6 km jižně leží město Kravaře, 9 km jihozápadně statutární město Opava, 17 km jihovýchodně město Hlučín a 25 km jižně statutární město Ostrava.

## Název
Základem jména vesnice bylo osobní jméno Služa (v mladší podobě Služě), které vzniklo buď obměnou obecného sluha nebo to byla zkrácená podoba jmen Služata či Služek. Výchozí podoba Služovici byla pojmenováním obyvatel vsi a znamenala "Služovi lidé". Německé jméno vsi vzniklo z českého.

## Historie
První písemná zmínka o obci pochází z roku 1349.

## Části obce
- Služovice (k. ú. Služovice)
- Vrbka (k. ú. Vrbka u Opavy)